# Tricheurs (film)
Pour les articles homonymes, voir Tricheur (homonymie).
Pour plus de détails, voir Fiche technique et Distribution.
Tricheurs est un film de Barbet Schroeder sorti le 8 février 1984 en France.

## Synopsis
Ce film raconte la vie d'un joueur qui triche dans les casinos.

## Fiche technique
- Titre français : Tricheurs
- Titre portugais : Os Batoteiros
- Titre allemand : Die Spieler
- Réalisation : Barbet Schroeder, assisté d'Alain Tasma
- Scénario  : Pascal Bonitzer, Barbet Schroeder et Steve Baës adapté d'après son roman
- Musique :  Peer Raben
- Photographie : Robby Müller
- Montage :  Denise de Casabianca
- Décors : Zé Branco
- Costumes : Isabel Branco, Catherine Meurisse,
- Son : Dominique Hennequin, Jean-Paul Mugel
- Producteurs : Margaret Ménégoz et Paulo Branco
- Sociétés de production : Bioskop Film, Les Films du Losange et FR3 Cinéma
- Société de distribution : Les Films Galatée
- Pays de production : France-Allemagne de l'Ouest-Portugal
- Langue de tournage : français
- Genre : drame
- Durée : 94 min
- Date de sortie : 
  - France : 8 février 1984
  - Portugal : 13 décembre 1984

## Distribution
- Jacques Dutronc : Elric
- Bulle Ogier : Suzie
- Leandro Vale : le clochard
- Roger Serbib : le patron de Suzie
- Steve Baës :  le directeur du casino
- Virgilio Teixeira : Toni
- Kurt Raab : Jorg
- Ladislaus Perreira : le surveillant vidéo
- To-Zé Martinho : le surveillant vidéo
- Clos-Dieter Reents : Aldo
- Roger Sarbib : l'ex-employeur de Suzie
- Carlos Wallenstein  :
- Robby Müller : l'ingénieur
- Carlos César : le contrôleur
- Waldemar de Souza : le contrôleur